# Аргумент від неймовірності
Аргумент від неймовірності, також відомий як аргумент з особистої недовіри, апеляція до здорового глузду, або божественна помилка, це неформальна помилка. Вона стверджує, що пропозиція має бути хибною, оскільки вона суперечить особистим очікуванням чи переконанням або її важко уявити.
Аргументи недовіри можуть мати вигляд:
1. Я не можу уявити, як F може бути правдою; тому F має бути хибним.
2. Я не можу уявити, як F може бути помилковим; тому F має бути істинним.[2]

Аргументи недовіри іноді можуть виникати через невідповідну емоційну заангажованість, змішування фантазії та реальності, нестачі розуміння або інстинктивну «чудову» реакцію, особливо там, де часу бракує. Їх також часто використовують, щоб стверджувати, що щось має бути надприродним за походженням. Ця форма міркування є помилковою, оскільки нездатність уявити, як твердження може бути істинним чи хибним, не дає інформації про те, істинне чи хибне твердження насправді.